# Landtagswahlkreis Mannheim I
Der Wahlkreis Mannheim I (Wahlkreis 35) ist ein Landtagswahlkreis in Baden-Württemberg.
Bei der letzten Wahl zum baden-württembergischen Landtag 2021 waren 91.398 Einwohner wahlberechtigt. Der Wahlkreis hat seinen heutigen Zuschnitt seit 1992. Er umfasst die Mannheimer Stadtbezirke Käfertal, Neckarstadt-Ost/Wohlgelegen, Neckarstadt-West, Sandhofen, Schönau, Vogelstang, Waldhof und Wallstadt und damit – mit Ausnahme von Feudenheim – alle Stadtbezirke nördlich des Neckars.
Zur Landtagswahl 1992 wurde der Stadtkreis Mannheim in zwei statt bisher drei Wahlkreise aufgeteilt. Der bisherige Wahlkreis 36, Mannheim II, und ein Teil des bisherigen Wahlkreises 35, Mannheim I, wurden dabei im Wesentlichen zum neuen Wahlkreis 35, Mannheim I, zusammengefasst. Bei allen Landtagswahlen von 1952 bis 2011 wurde der Wahlkreis vom Kandidaten der SPD gewonnen. Der von der Industriearbeiterschaft geprägte Mannheimer Norden galt als „SPD-Bastion“; 1996, 2006 und 2011 holte die SPD hier ihr einziges Direktmandat in Baden-Württemberg. 2016 wurde der Wahlkreis erstmals von einem Kandidaten der AfD gewonnen.

## Wahl 2021
Die Landtagswahl 2021 am 14. März 2021 hatte folgendes Ergebnis:
| Direktkandidat    | Partei                | Stimmen in % | Landtagswahl 2016 Stimmen in % |
| ----------------- | --------------------- | ------------ | ------------------------------ |
| Susanne Aschhoff  | Bündnis 90/Die Grünen | 27,8         | 21,9                           |
| Stefan Fulst-Blei | SPD                   | 21,7         | 22,2                           |
| Lennart Christ    | CDU                   | 15,2         | 17,2                           |
| Robert Schmidt    | AfD                   | 12,7         | 23,0                           |
| Julia Schilling   | FDP                   | 6,7          | 6,0                            |
| Sven Metzmeier    | Die Linke             | 6,2          | 5,1                            |
| Martina Irmscher  | Freie Wähler          | 3,0          | –                              |
| Anna Timme        | Die PARTEI            | 2,3          | 1,4                            |
| Jessica Martin    | KlimalisteBW          | 1,2          | –                              |
| Andreas Baum      | dieBasis              | 0,9          | –                              |
| Michael Vogtmann  | Volt                  | 0,8          | –                              |
| Martin Weinmann   | ÖDP                   | 0,5          | 0,7                            |
| Klaus Hellmer     | Einzelbewerber        | 0,5          | –                              |
| Uwe Kempermann    | WiR2020               | 0,5          | –                              |
| –                 | Sonstige              | –            | 2,6                            |

## Wahl 2016
2016 gewann der Kandidat der AfD, Rüdiger Klos, einen von zwei Wahlkreisen für seine Partei in Baden-Württemberg.
| Direktkandidat         | Zweitkandidat     | Partei     | Stimmen in % | Landtagswahl 2011 Stimmen in % | Landtagswahl 2006 Stimmen in % | Landtagswahl 2001 Stimmen in % |
| ---------------------- | ----------------- | ---------- | ------------ | ------------------------------ | ------------------------------ | ------------------------------ |
| Rüdiger Klos           | Georg Schmidt     | AfD        | 23,0         | –                              | –                              | –                              |
| Stefan Fulst-Blei      | Andrea Safferling | SPD        | 22,2         | 34,2                           | 40,0                           | 47,7                           |
| Gerhard Fontagnier     | Susanne Aschhoff  | Grüne      | 21,9         | 21,2                           | 8,1                            | 6,1                            |
| Chris Rihm             | Roger Bloemecke   | CDU        | 17,2         | 27,1                           | 32,5                           | 37,0                           |
| Birgit Sandner-Schmitt | Thomas Gögel      | FDP        | 6,0          | 2,3                            | 6,2                            | 4,1                            |
| Gökay Akbulut          | Roland Schuster   | DIE LINKE  | 5,1          | 5,8                            | WASG: 6,9                      | –                              |
| Gerhard Schäffner      | Andreas Klein     | ALFA       | 1,6          | –                              | –                              | –                              |
| Claus Ritter           | Peter Mendelsohn  | Die PARTEI | 1,4          | –                              | –                              | –                              |
| Ludger Fest            | Michael Sommer    | ödp        | 0,7          | 0,3                            | –                              | 0,5                            |
| Christian Hehl         | Jens Wunderlich   | NPD        | 0,7          | 1,5                            | –                              | 0,5                            |
| Waltraud Petermann     | Gerald Neumann    | REP        | 0,3          | 1,3                            | 3,8                            | 4,3                            |
|                        |                   | Sonstige   | –            | 6,3                            | 2,5                            | –                              |

## Wahl 2011
Der Gewinner des Wahlkreises von 2006 Frank Mentrup (SPD) zog während der Legislaturperiode von Mannheim weg und kandidierte 2011 im Wahlkreis Ettlingen. Die SPD nominierte für 2011 zunächst Roland Weiß, der nach dem Tod von Max Nagel schon einmal von 2004 bis 2006 den Wahlkreis als Abgeordneter vertreten hatte. Nachdem er von seinem Arbeitgeber entlassen worden war, zog die SPD Weiß’ Nominierung zurück und stellte Stefan Fulst-Blei auf. Weiß kandidierte daraufhin als Einzelbewerber. Da es in diesem Wahlkreis noch einen weiteren Einzelbewerber gab – in ganz Baden-Württemberg gab es insgesamt nur vier Einzelbewerber – hatten die Wähler im Mannheimer Norden die größte Auswahl an Kandidaten. Stefan Fulst-Blei verteidigte den Wahlkreis für die SPD, womit der Wahlkreis Mannheim I wie schon 2006 erneut der einzige Wahlkreis war, in dem sich ein SPD-Bewerber direkt durchsetzen konnte. Trotz einer stark gestiegenen Wahlbeteiligung (+11,8 %) hatte der Wahlkreis aber auch wieder die geringste Beteiligung in Baden-Württemberg.

## Abgeordnete seit 1992
Bei den Landtagswahlen in Baden-Württemberg hat jeder Wähler eine Stimme, mit der sowohl der Direktkandidat als auch die Gesamtzahl der Sitze einer Partei im Landtag ermittelt werden. Dabei gibt es keine Landes- oder Bezirkslisten, stattdessen werden zur Herstellung des Verhältnisausgleichs unterlegenen Wahlkreisbewerbern Zweitmandate zugeteilt.
Den Wahlkreis Mannheim I vertraten seit 1992 folgende Abgeordnete im Landtag:
| Partei | Art des Mandats | Abgeordnete |
| ------ | --------------- | --- |
| SPD    | Erstmandat      | Max Nagel 1992, 1996, 2001 († 20. März 2004) Roland Weiß nachgerückt am 29. März 2004 Frank Mentrup 2006 Stefan Fulst-Blei 2011 |
| SPD    | Zweitmandat     | Stefan Fulst-Blei 2016, 2021 |
| AfD    | Erstmandat      | Rüdiger Klos 2016 |
| Grüne  | Erstmandat      | Susanne Aschhoff 2021 |